# ブルックリン級軽巡洋艦
ブルックリン級軽巡洋艦（ブルックリンきゅう けいじゅんようかん Brooklyn class Light cruiser）は、アメリカ海軍の軽巡洋艦の艦級。1933年 - 1935年海軍計画において7隻が整備され1937年から1938年にかけて竣工した。

## 概要

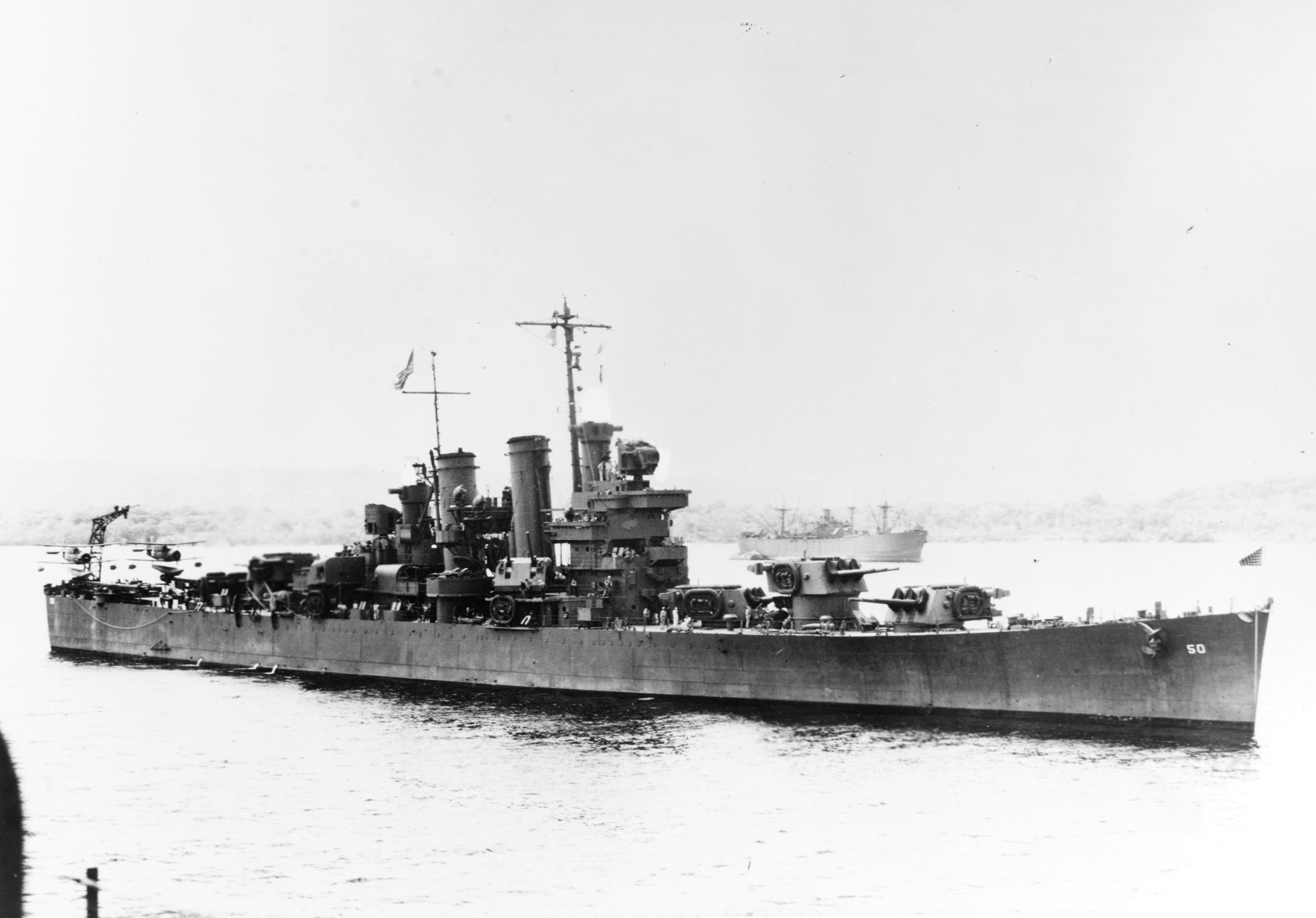
写真は1943年に撮られた後期型のセントルイス級軽巡洋艦「ヘレナ」。高角砲が連装砲架となっていた。

本艦はロンドン条約で保有量を制限された重巡洋艦の穴埋めとして、条約締結直後の1930年に計画が始まった。広大な太平洋で必要となる長い航続力を確保するために、10,000トン台という大型艦になっている。1931年にニューオーリンズ級重巡洋艦と同程度な装甲に15.2cm砲12門の9,600トンの設計が選択されて1933年度の予算が割り当てられる予定であったが、結局新たな設計を進めて日本海軍の最上型重巡洋艦（竣工当時は軽巡洋艦であった）に対抗するために15.2cm砲15門の巡洋艦として要求性能が決まり、基準排水量はロンドン条約制限一杯の10,000トン台の大型軽巡洋艦として設計された。
艦体防御は、舷側は最厚部で127mmにもなる重防御で、同世代の自国重巡洋艦よりも重防御であった。更に偵察能力強化のために水上機4機とカタパルト2基を搭載したが、防御上弱点となる航空設備はバイタルパート外のトランサム型の艦尾部に集中配置する念の入りようであった。機関配置はニューオーリンズ級のものを踏襲している（ただし、後期型の2隻は缶ー機ー缶ー機の交互配置となった）。
本級はCL-40 - CL-48までの前期型、CL-49とCL-50の後期型（セントルイス級軽巡洋艦として扱われることもある）に分かれており、後期型は、外観では低重心の艦橋構造、2番煙突直後に配置する後檣、連装形式となった12.7cm（38口径）高角砲で見分ける事が出来る。
最上型は条約の制限が無くなった段階で、主砲塔の15.5cm三連装砲を20.3cm連装砲に換装したが、本級は20.3cm砲への換装を考慮せずに設計された、15.2cm砲搭載の「大型化された軽巡洋艦」だった。第二次世界大戦での戦没艦はなく、1947年までに全艦退役した。
その後、サバンナ、ホノルル以外の5隻はアルゼンチン、ブラジル、チリの南米三か国に売却された。これら3国では実用艦というより、それまでの旧式戦艦に代わる各国海軍の象徴的な大型艦として運用された。このうち、アルゼンチンに売却されたフェニックス（アルゼンチン名はヘネラル・ベルグラノ）はフォークランド戦争で同海軍の旗艦として用いられたが、同艦がイギリス海軍の原子力潜水艦「コンカラー」によって撃沈された事で、国民の意気消沈は激しくアルゼンチン軍全体の士気低下は著しかったと言われる。

## 艦形

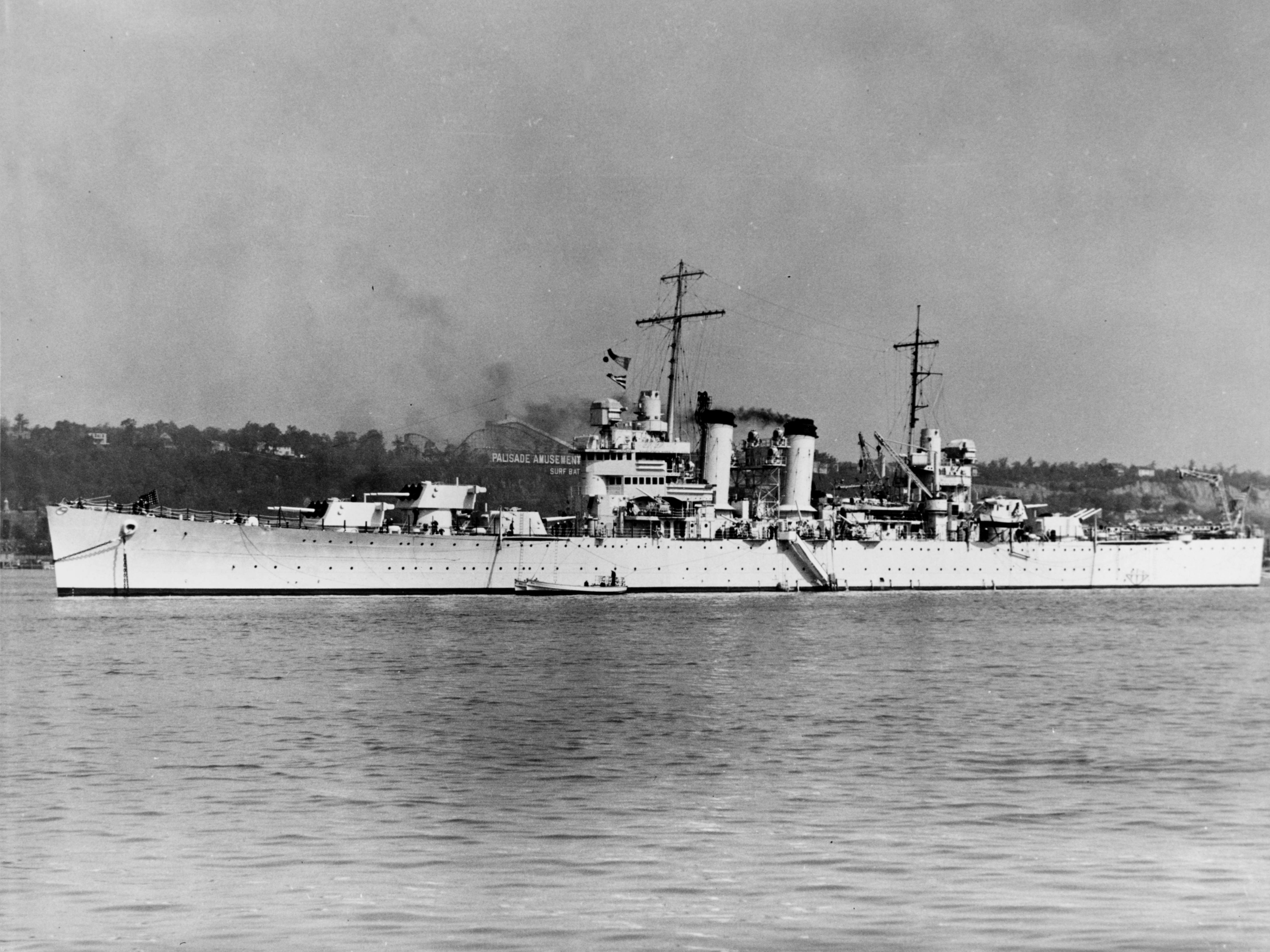
写真は1939年に撮られた「ブルックリン」。竣工時の艦容が判る。

艦体形状は前級に引き続き平甲板型船体を採用していた。艦首甲板上には新設計の「Mark 16 15.2cm（47口径）速射砲」を新設計の三連装砲塔に収めて、2番主砲塔を背中合わせの1番・3番主砲塔で挟み込むかのように3基を配置した。その背後に司令塔を組み込んだ塔型艦橋を基部に単脚式の前部マストが1本立つ。その背後に2本の煙突が近接して立っているが、本級の機関配置は上記の通り、ニューオーリンズ級重巡洋艦のものを踏襲している。煙突の周囲は艦載艇置き場となっており、2本のクレーンにより運用された。艦載艇置き場の後ろに後部マストと後部見張所が建てられ、後部甲板上に後向きの4番・5番主砲塔が背負式に2基、艦尾部に水上機用クレーン1基を挟んで射出カタパルトが片舷に1基ずつ計2基が配置されて水上機施設となっていた。舷側甲板上には対空火器の「12.7cm（25口径）高角砲」が露天で片舷4基ずつ計8基が配置されていた。

## 武装

### 主砲

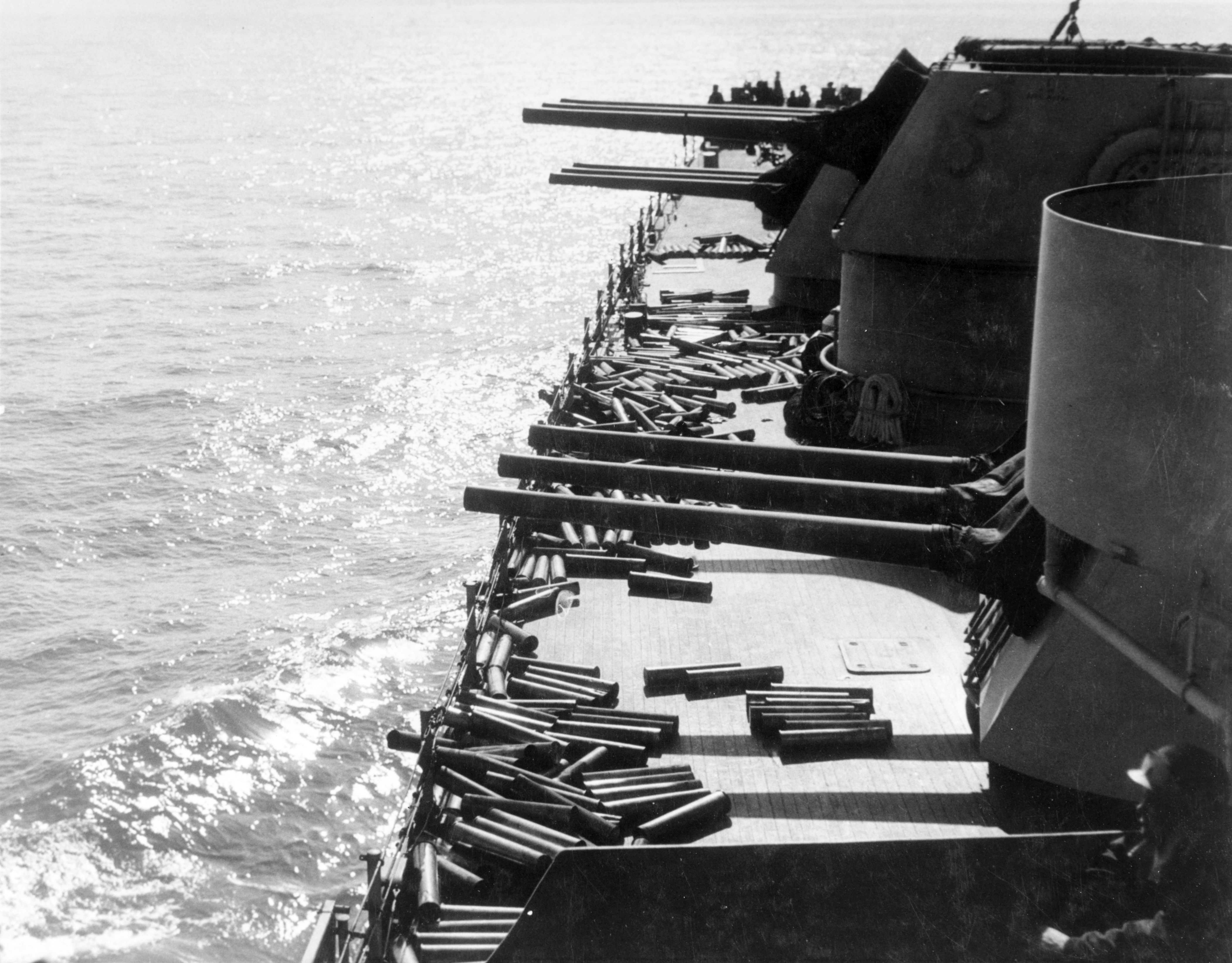
ブルックリンの艦首主砲塔。甲板に散らばっているのは15.2cm砲弾の空薬莢。

本級の主砲には新設計の「Mark 16 15.2cm（47口径）速射砲」を採用している。その性能は重量59.0kgの砲弾を仰角47.5度で射程23,881mまで届かせることが出来た。砲架の俯仰能力は設計段階では仰角60度であったが実際には仰角60度・俯角10度である、旋回角度は首尾線方向を0度として左右に150度旋回できたが、実際は上部構造物により射界に制限があった。砲身の俯仰・砲塔の旋回・砲弾の揚弾・装填は主に電力で、補助に人力を必要とした。発射速度は毎分8 - 10発である。前級では連装砲塔と単装砲架舷側ケースメイト配置の混載であったが、本級において全主砲塔を3連装砲塔に統一した。これにより主要防御長の短縮に繋がり、防御重量の節約となった。

### 高角砲、その他の備砲

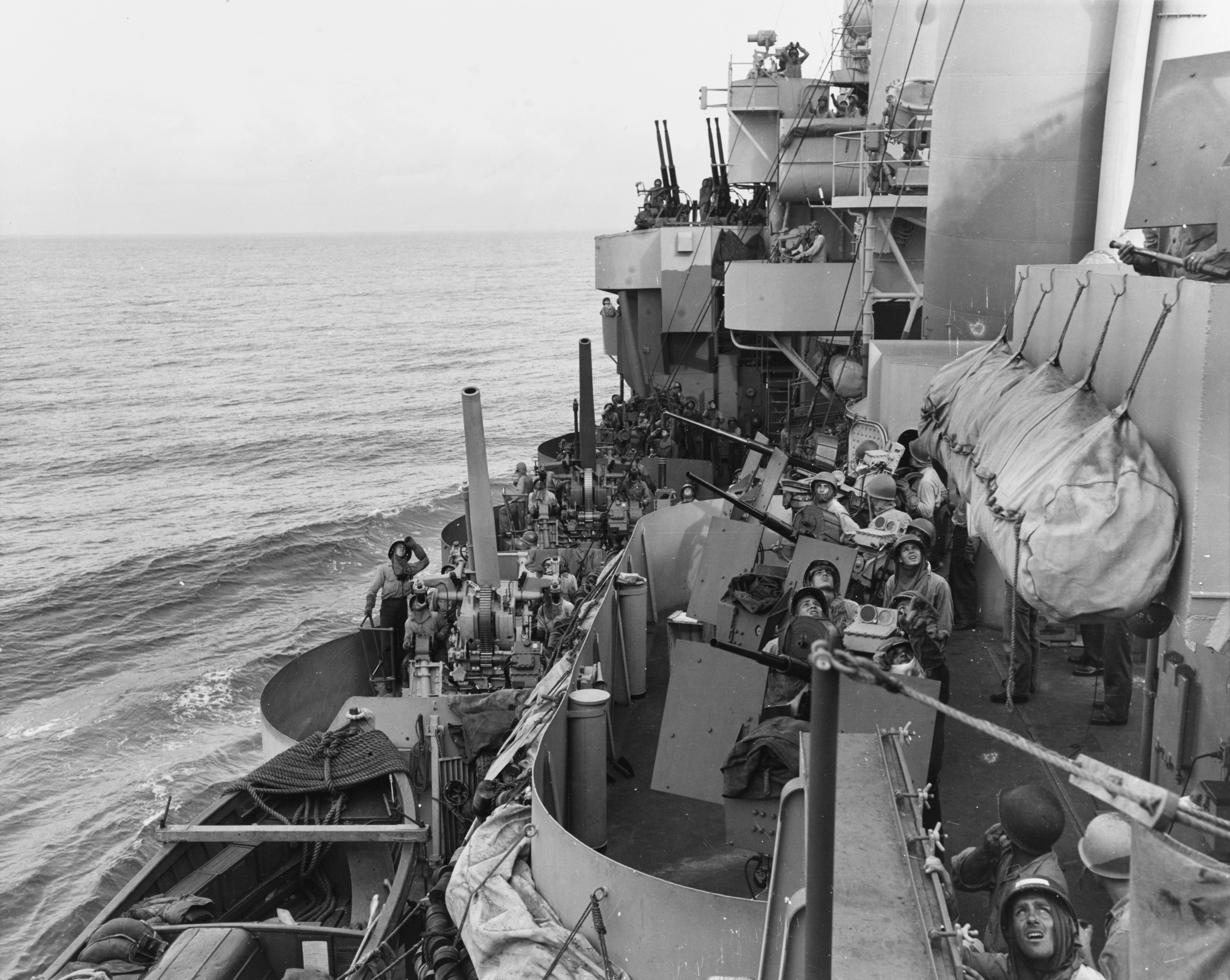
「フェニックス」の舷側の写真。12.7cm単装高角砲と機関砲の配置が判る写真。

高角砲は「12.7cm（25口径）高角砲」を採用した。この砲は24.43kgの砲弾を最大仰角85度で高度8,352m、対艦用として仰角45度で13,259mまで届かせる性能があった。旋回と俯仰は電動と人力で行われ、左右方向に150度旋回でき、俯仰は仰角85度・俯角15度で発射速度は毎分15 - 20発だった。これを単装砲架で片舷4基計8門を搭載した。

## 防御

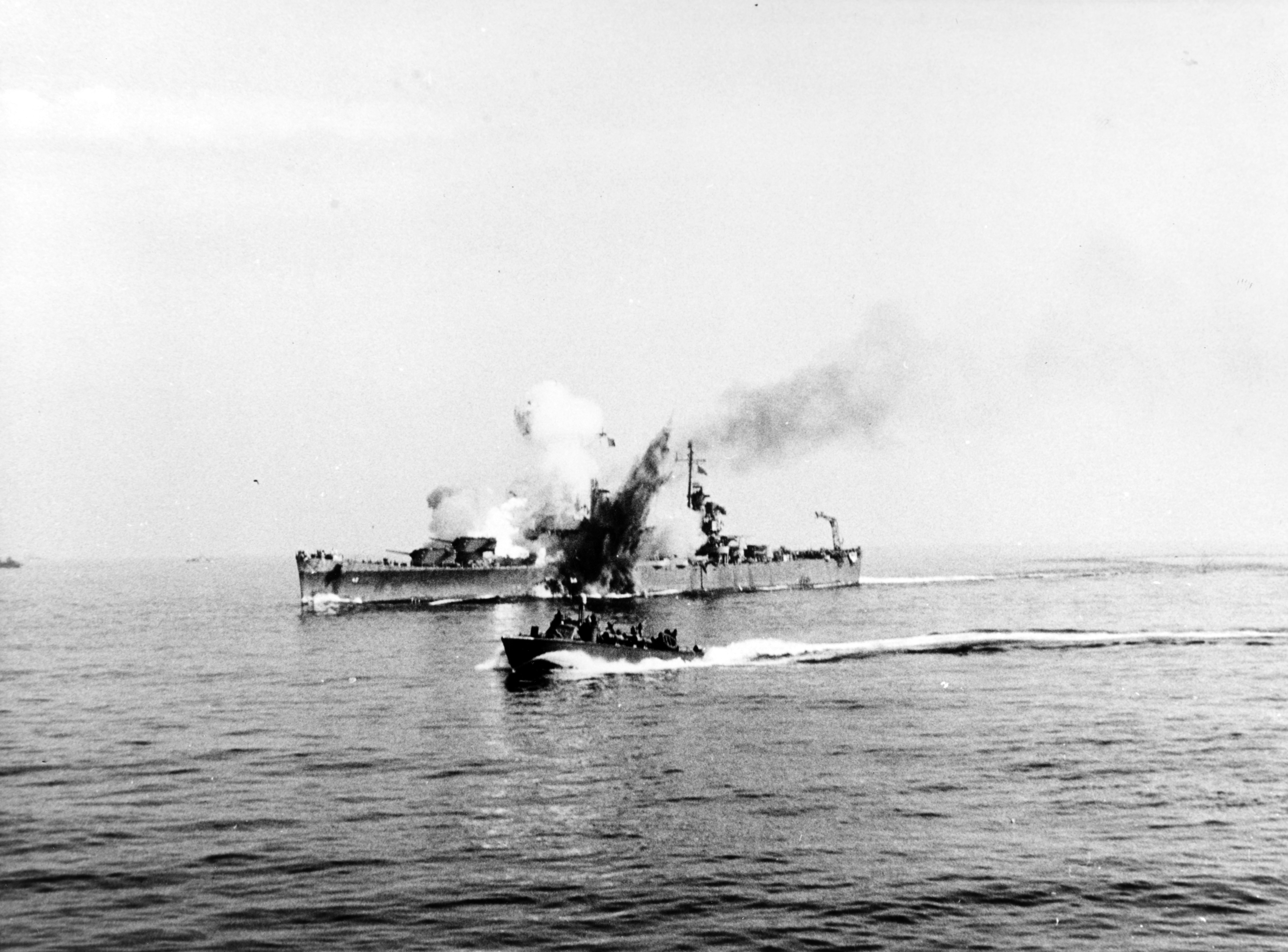
「サバンナ」が1943年9月11日、サレルノ上陸作戦時にドイツ空軍の誘導爆弾フリッツXを被弾した時の写真。同爆弾を受けたイギリス海軍の「ウォースパイト」は航行不能となったが、本艦は生還できた。

前述の主砲塔の搭載形式の改良による武装重量減少により、防御重量を増加することが出来た。これにより、本級の防御力は更なる強化が行われ舷側の水線部装甲は前級の76mmから127mmへと強化され、甲板防御も38mmから51mmへと増厚された。

## 機関
本級の機関は高温蒸気を使用するバブコック・アンド・ウィルコックス式重油専焼水管缶を8基とパーソンズ式ギヤード・タービン4基4軸推進で最大出力100,000馬力、速力33.6ノットを発揮した。本級の機関配置は、艦首からボイラー2基をずつ収める第1缶室と第2缶室、水密隔壁を挟んで第3缶室と第4缶室、その背後に第1機械室、第2機械室の順番で配置した。

## 同型艦
1. ブルックリン (USS Brooklyn, CL-40)
  - 1937年9月30日就役。1947年1月3日退役。1951年1月22日除籍。
  - 1951年1月9日チリへ売却。O'Higgins（艦番号；02）と改名。
  - 1992年1月14日退役。スクラップとして売却されるが、解体のためインドへ曳航途中の1992年11月3日沈没。
2. フィラデルフィア (USS Philadelphia, CL-41)
  - 1937年9月23日就役。1947年2月3日退役。1951年1月9日除籍。
  - 1951年1月9日ブラジルへ売却。Barroso（艦番号；C11）と改名。
  - 1973年スクラップとして売却される。
3. サバンナ (USS Savannah, CL-42)
  - 1938年3月10日就役。1947年2月3日退役。1959年3月1日除籍。
  - 1960年1月25日スクラップとして売却される。
4. ナッシュビル (USS Nashville, CL-43)
  - 1938年6月6日就役。1946年6月24日退役。1951年1月9日除籍。
  - 1951年1月9日チリへ売却。Capitan Prot（艦番号；03）と改名。
  - 1982年5月20日退役。1983年4月29日スクラップとして売却される。
5. フェニックス (USS Phoenix, CL-46)
  - 1938年10月3日就役。1946年7月3日退役。1951年4月9日除籍。
  - 1951年4月9日アルゼンチンへ売却。Diecisiete de Octubreと改名。1957年General Belgranoへと再改名。
  - 1982年5月2日フォークランド戦争で沈没。
6. ボイシ (USS Boise, CL-47)
  - 1938年8月2日就役。1946年7月1日退役。1951年1月11日除籍。
  - 1951年1月11日アルゼンチンへ売却。Nueve de Julioと改名。
  - 1978年退役(General Bergranoの部品取りとされる)。1981年8月スクラップとして売却される。1983年日本で解体。
7. ホノルル (USS Honolulu, CL-48)
  - 1938年6月15日就役。1947年2月3日退役。
  - 1959年11月17日(10月12日という資料もある)スクラップとして売却される。